# 东关街道 (临夏市)
东关街道，是中华人民共和国甘肃省临夏回族自治州临夏市下辖的一个乡镇级行政单位。

## 行政区划
东关街道下辖以下地区：
水泉社区、二社社区、菜市社区和木场社区。